# 八王子市立元八王子東小学校
八王子市立元八王子東小学校（はちおうじしりつ もとはちおうじひがししょうがっこう）は、東京都八王子市叶谷町にある公立小学校。

## 概要
本校は、自然が残り、また、八王子の歴史における重要な文化財など貴重な場所が学区域にあります。校庭には大きなシンボルツリーがあり、季節折々の花がある自然あふれる学校である。また、人権教育を中核とした教育を行っており、昭和54年に東京都教育委員会人権尊重教育推進校として、全教育活動を通じて人権教育に取り組んでいる

### 学級規模
- 生徒数は1学年40名、2学年42名、3学年53名、4学年43名、5学年42名、6学年54名 合計274名（2023年4月6日現在）[学 2]
- 学級数は1学年2、2学年2、3学年2、4学年2、5学年2、6学年2 合計12（2023年4月6日現在）[学 2]
- 教員数は21人、職員1人[2]

## 沿革
- 1971年（昭和46年）4月 - 元八王子小学校を学区分割して諏訪町で八王子市立元八王子東小学校開校（移籍693名））[学 3][学 4]。
- 1974年（昭和49年）4月 - 東京都学力水準向上事業対象校となる。
- 1979年（昭和54年）4月 - 東京都人権尊重教育推進指定校となる。
- 1980年（昭和55年）4月 - 横川小学校開校に伴い、児童367名が転出する。学区域変更により元八王子小学校より児童169名が転入する[学 5][学 4]。
- 1991年（平成3年）6月 - 新プール(大･小)完成。
- 2001年（平成13年）4月 - 学校運営連絡協議会が発足
- 2017年（平成29年）4月 - 地域運営学校指定。

## 教育目標
「心が豊かで 思いやりのある元八王子東小学校の児童を育てる。」
- 明るく元気な子
- よく考え、進んで学ぶ子
- 力を合わせてやりぬく子 [学 6]

## 通学区域
通学区域一覧・通学区域図（学校別） - 八王子市教育委員会

## 交通アクセス
- 八王子駅（北口）西東京バスで「宝生寺団地」「陣馬高原」「大久保」「恩方ターミナル」「松枝住宅」行きに乗車。「薬師前」停留所で下車。徒歩7分。[学 7][3]